# Белые пески (фильм)
«Белые пески» — американский криминальный триллер 1992 года.

## Сюжет
Заместителя шерифа штата Нью-Мексико Рэя Долезала вызывают осмотреть найденное двумя туристами в пустыне Белые пески тело убитого человека, который сжимает в руке портфель с $500 000. Для того, чтобы всё расследовать, Рэй Долезал выдаёт себя за убитого. Оказывается, убитый был агентом ФБР. Теперь Долезал — сам агент и внедряется в преступную сеть, которая занимается торговлей оружием и наркотиками.

## В ролях
| Актёр                      | Роль              |
| -------------------------- | ----------------- |
| Уиллем Дефо                | Рэй Долезал       |
| Микки Рурк                 | Горман Леннокс    |
| Мэри Элизабет Мастрантонио | Лэйн Бодин        |
| Сэмюэл Л. Джексон          | Грег Микер        |
| Майкл Эммет Уолш           | Берт Гибсон       |
| Джеймс Ребхорн             | Флинн             |
| Мора Тирни                 | Норин             |
| Мими Роджерс               | жена Рэя Долезала |

## Критика
Дессон Хоу из The Washington Post написал, что «так никогда и не было объяснено, почему персонаж Дефо так одержим узнать правду о смерти Боба, или различные другие необъяснимые странности, которые происходят в фильме, такие как тот факт, что Мастрантонио влюбляется в персонажа Дефо без видимой причины».